# Сангаре, Мамаду
Мамаду́ Сангаре́ (фр. Mamadou Sangare; род. 26 февраля 2002, Мали) — малийский футболист, полузащитник венского «Рапида» и сборной Мали.

## Клубная карьера
Сангаре — воспитанник клуба «Елеен Олимпик». В 2022 году Мамаду подписал контракт с австрийским «Ред Булл Зальцбург», где для получения игровой практики начал выступать за дублирующий состав. 13 сентября в матче против дублёров венского «Рапида» он дебютировал во Второй Бундеслиге Австрии. Летом 2021 года Сангаре на правах аренды перешёл в ГАК. 25 июля в матче против «Аустрии» из Лустенау он дебютировал за новый клуб. В этом же поединке Мамуд забил свой первый гол за ГАК.
Летом 2022 года Сангаре был арендован бельгийским «Зюлте-Варегем». 23 июля в матче против «Сераинга» он дебютировал в Жюпиле лиге. 